# 2009年度演藝動力大獎得獎名單
演藝動力大獎2009頒獎禮，於2009年11月17日假香港君悅酒店The Music Room舉行，當晚共頒發17個項目，當中音樂獎項、電影獎項及電視獎項各佔4項，另設「我最支持的演藝動力大獎」、「愛心動力大獎」及「致敬大獎」。另外為慶祝該頒獎禮舉辦第十年，大會特設「演藝動力十週年最高榮譽獎」。以下為當晚的得獎名單：

## 音樂獎項
- 最突出唱片
  - 《H3M》 ——陳奕迅
- 最突出男歌手
  - 《七百年後》 ——陳奕迅
- 最突出女歌手
  - 《搜神記》 ——容祖兒
- 最突出音樂幕後精英
  - 《H3M》 ——陳奕迅、Gary Tong、Davy Chan、鍾達茵、Joey Tang、Pat Lui、柳重言、孫偉明、黃仲賢、C.Y.Kong
  - 《武當》 ——Swing

## 電影獎項
- 最突出電影
  - 《竊聽風雲》
- 最突出男演員
  - 《証人》 ——張家輝
- 最突出女演員
  - 《我不賣身、我賣子宮》 ——劉美君
  - 《親密》 ——林嘉欣
- 最突出電影幕後精英
  - 《新宿事件》 ——爾冬陞

## 電視獎項
- 最突出電視節目
  - 《巾幗梟雄》
- 最突出電視男藝員
  - 《巾幗梟雄》 ——黎耀祥
- 最突出電視女藝員
  - 《巾幗梟雄》 ——鄧萃雯
- 最突出電視幕後精英
  - 《巾幗梟雄》 ——張華標、陳靜儀

## 我最支持的演藝動力大獎
- 《學警狙擊》 ——謝天華

## 愛心動力大獎
- 藝人組別
  - 林建明
- 商業機構組別
  - 李家傑珍惜生命基金

## 致敬大獎
- 曾志偉

## 演藝動力十週年最高榮譽獎
- 陳奕迅

## 參看
- 演藝動力大獎2009